# 룡강군
룡강군(龍岡郡, 표준어: 용강군)은 남포특별시의 군이다.

## 지리
동쪽은 대안구역, 북쪽은 강서군, 서쪽은 온천군, 남쪽은 항구구역과 닿아있다.

## 역사
|                                       | Daedongyeojido (Gyujanggak) 09-04.jpg |
| Daedongyeojido (Gyujanggak) 10-06.jpg | Daedongyeojido (Gyujanggak) 10-05.jpg |

본래는 남포특별시의 대부분을 차지하던 군으로, 진남포라고 불리던 남포항 지역이 남포시로 분리되었다.
1952년에 일부가 온천군으로 분리되었으며 1978년에는 대안로동자구와 대정리, 성암리 일부, 립송리 일부가 대안시에 넘어갔다. 1979년에는 남포직할시의 일부가 되었으나 2004년에 평안남도의 군이 되었다. 2010년에 남포특별시로 이관되었다.

## 행정 구역
룡강군은 1읍(룡강읍), 10리(양곡리, 삼화리, 룡흥리, 옥도리, 후산리, 애원리, 포성리, 룡호리, 성암리, 립송리)로 이루어져 있다.

## 문화
용강 팽씨가 이곳을 본관으로 삼고 있다.

## 같이 보기
- 조선민주주의인민공화국의 지리